# 高倉和起
高倉 和起（たかくら かずゆき、1982年10月2日 - ）は、日本のラグビー選手。

## プロフィール
- 佐賀県鳥栖市出身。
- ポジションはセンター(CTB)。
- 身長 174cm、体重 93kg
- ニックネームはタカQ[1]、タカクラ、タカ。
- 関西代表に選ばれたことがある[2]。

## 来歴
ラグビーを始めたきっかけは両親の知り合いに勧められたことから。
2001年、佐賀工業高校卒業後、東海大学に入る。
2005年、東海大学卒業後、神戸製鋼コベルコスティーラーズに加入。
2006年1月9日に行われたジャパンラグビートップリーグ第12節のリコーブラックラムズ戦に途中出場で公式戦初出場を果たす。
2010年、神戸製鋼コベルコスティーラーズを退団した。